# Jordanische Beachhandball-Nationalmannschaft der Frauen
Die jordanische Beachhandball-Nationalmannschaft der Frauen repräsentiert die Jordan Handball Federation als Auswahlmannschaft auf internationaler Ebene bei Länderspielen im Beachhandball gegen Mannschaften anderer nationaler Verbände.
Eine Nationalmannschaft der Juniorinnen als Unterbau wurde bislang nicht aufgestellt, das männliche Pendant ist die jordanische Beachhandball-Nationalmannschaft der Männer.

## Geschichte

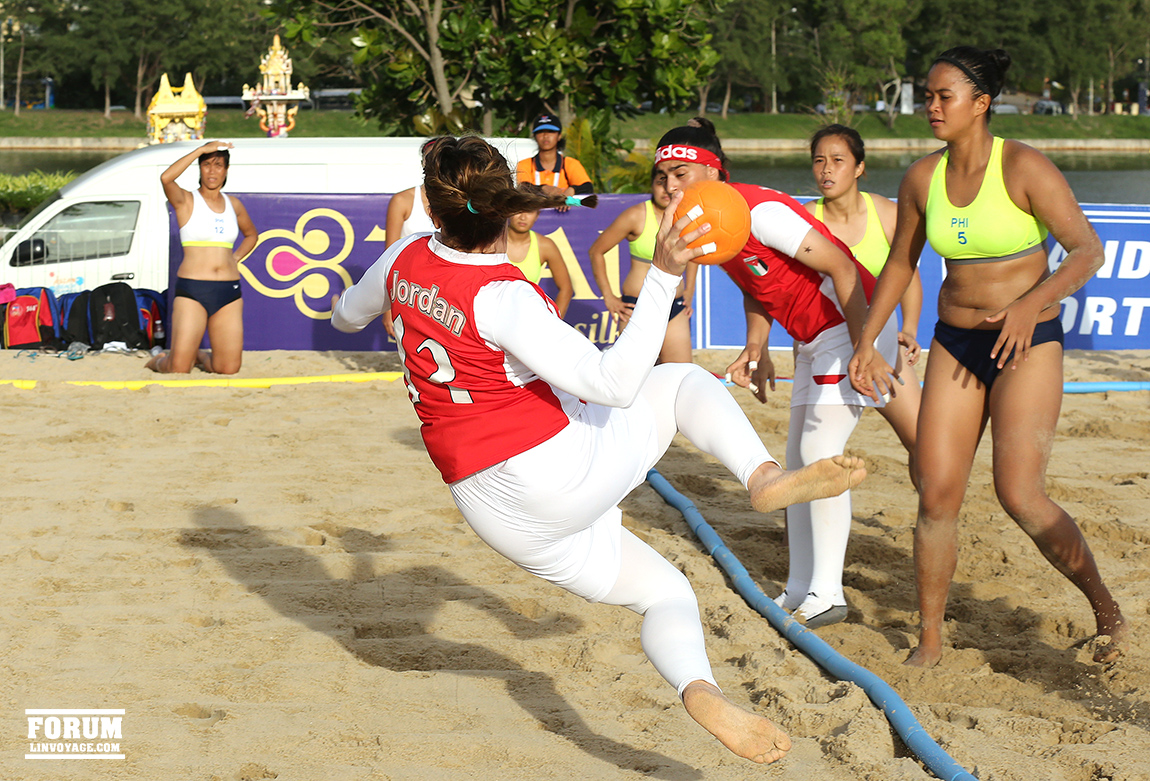
Szene aus dem Spiel gegen die Philippinen bei den Asian Beach Games 2014

Jordanien hat neben Katar bislang als einziges arabisches Land und als nur eines von bisher sechs muslimischen oder mehrheitlich muslimisch geprägten Ländern eine weibliche Nationalmannschaft im Beachhandball aufgestellt. Dabei hat kein anderes dieser Länder so häufig und so regelmäßig an Turnieren auf asiatischer Ebene teilgenommen. Das erste Turnier wurde schon 2008 im Rahmen der Asian Beach Games auf Bali bestritten, dem nach den Asienmeisterschaften 2004 erst zweiten Turnier für Nationalmannschaften in der Sportart in Asien. Bei der traditionell in Asien vergleichsweise breit besetzten Multisport-Veranstaltung belegte die Mannschaft den siebten Rang unter neun Teams. Einzig 2010 in Maskat nahm die Mannschaft nicht an den Asian Beach Games teil, während das männliche Pendant hier seinen bislang letzten Auftritt auf der internationalen Bühne hatte.
2012 in Haiyang, 2014 in Phuket sowie 2016 in Đà Nẵng starteten die Jordanierinnen erneut bei den Asian Beach Games und platzierte sich jeweils im hinteren Platzierungsdrittel, einzig 2016 konnte die Mannschaft mit Platz fünf bei neun Startern das Mittelfeld erreichen. Bei den Asienmeisterschaften trat Jordanien bisher nur einmal, 2015 in Maskat an (Vierte von fünf), obwohl dieses Turnier als Qualifikation für die Turniere auf Weltebene fungiert. Da nach 2016 keine Asian Beach Games stattfanden, sondern nur noch Asienmeisterschaften, war die Mannschaft seit 2016 bei keiner internationalen Meisterschaft am Start.

## Teilnahmen
| World Games - 2001: nicht eingeladen - 2005: nicht eingeladen - 2009: nicht eingeladen - 2013: keine Teilnahme - 2017: keine Teilnahme - 2022: keine Teilnahme World Beach Games - 2019: nicht qualifiziert - 2023: nicht qualifiziert | Weltmeisterschaften - 2001: keine Teilnahme - 2004: keine Teilnahme - 2006: keine Teilnahme - 2008: keine Teilnahme - 2010: keine Teilnahme - 2012: keine Teilnahme - 2014: keine Teilnahme - 2016: keine Teilnahme - 2018: keine Teilnahme - 2020: keine Teilnahme - 2022: keine Teilnahme | Asienmeisterschaften - 2004: keine Teilnahme - 2013: keine Teilnahme - 2015: 4. - 2017: keine Teilnahme - 2019: keine Teilnahme - 2022: keine Teilnahme - 2023: keine Teilnahme | Asian Beach Games - 2008: 7. - 2010: keine Teilnahme - 2012: 8. - 2014: 7. - 2016: 5. - 2023: |

- ABG 2008: Aysheh al-Majali • Mai Alnsour • Yasmeen Alzawareh • Reham Naser • Roa'a Ahmad Zohdi Naser • Rasha Obeidat[2]

- ABG 2012: Hana'a Abu Rumman • Para al-Rashdan • Hala Ala Eddin • Hiba Ala Eddin • Aysheh al-Majali • Tamam Barghoth • Roa'a Ahmad Zohdi Naser[3]

- ABG 2014: Sara Tariq Mohammad al-Halabeih • Nahed Methqal Ali al-Rawashdeh • Faten Alhamaideh • Mera Gammoh • Ayah Majed Obeidat (TW) • Fallak Ali Mefleh Obeidat • Farah Obeidat • Samah Obeidat • Roa'a Ahmad Zohdi Naser[4]

- AM 2015: Kader derzeit nicht bekannt

- ABG 2016: Leema Nabeel Omar Abeda • Reem Saeed Mohammad Abualnil • Sara Tariq Mohammad al-Halabeih • Nahed Methqal Ali al-Rawashdeh • Hanadi Ziad Alash • Layla Mazen Adel Khdeir • Roa'a Ahmad Zohdi Naser • Ayah Majed Obeidat (TW) • Fallak Ali Mefleh Obeidat • Lubna Mahmoud Mohammad Salameh[5]

## Trainer
Cheftrainer
- 2012/2016: Isam Jamal Omar al-Sahhar